# Rhabdomastix (Rhabdomastix) spatulifera
Rhabdomastix (Rhabdomastix) spatulifera is een tweevleugelige uit de familie steltmuggen (Limoniidae). De soort komt voor in het Palearctisch gebied.